# Niederurnen
Niederurnen is een plaats en voormalige gemeente in het Zwitserse kanton Glarus, en maakt sinds 1 januari 2011 deel uit van de gemeente Glarus Nord.

## Galerij

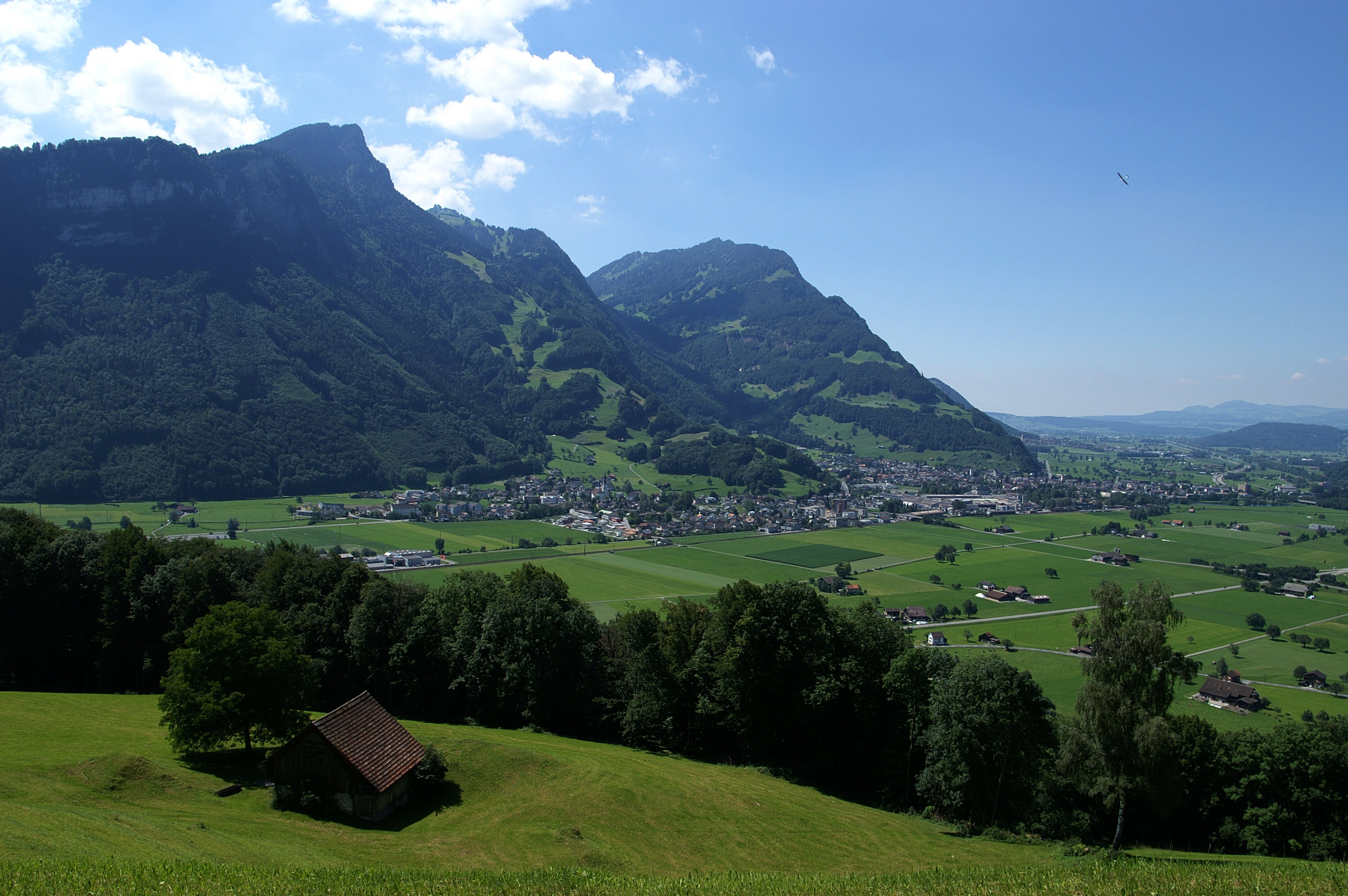
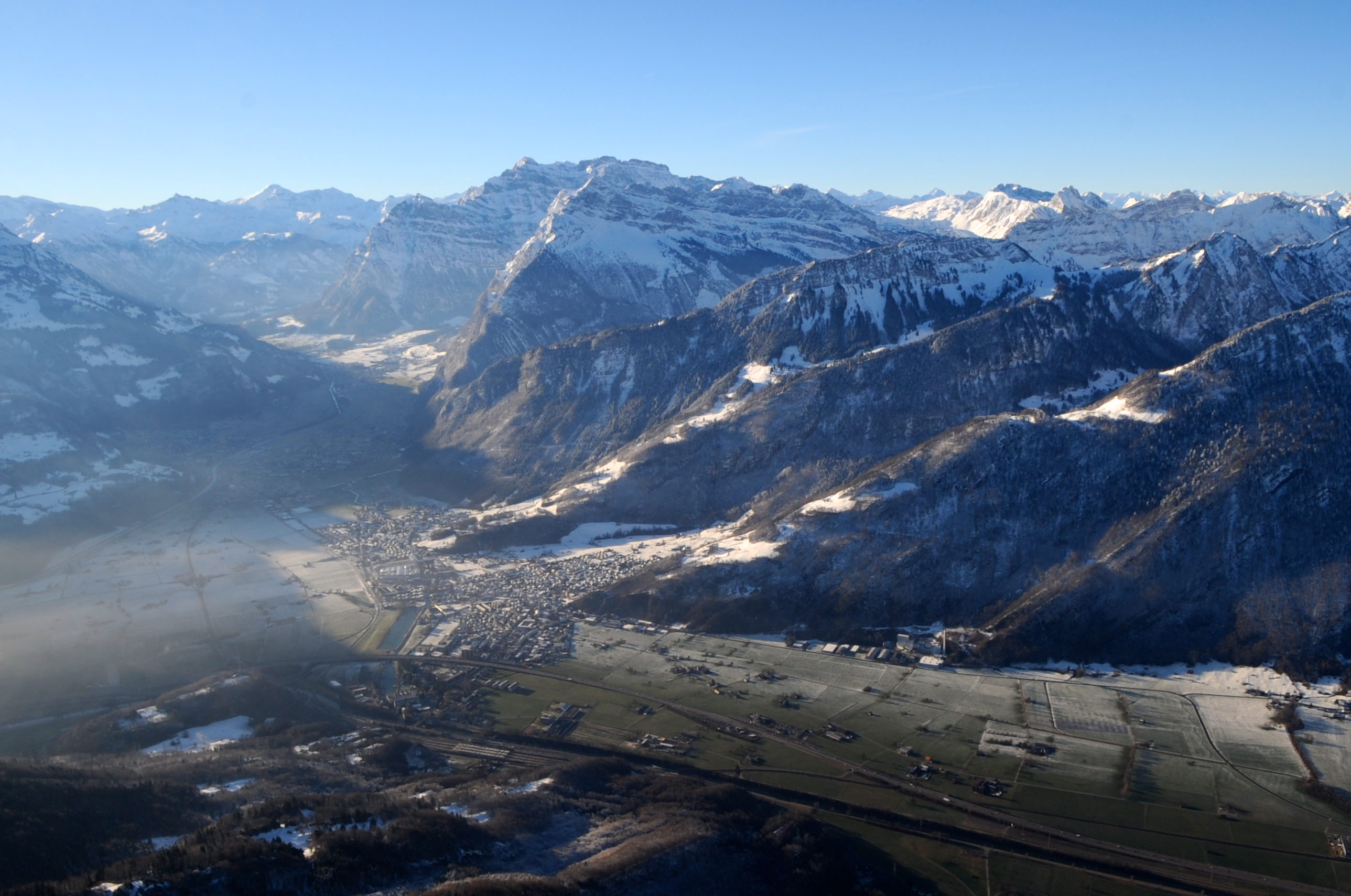
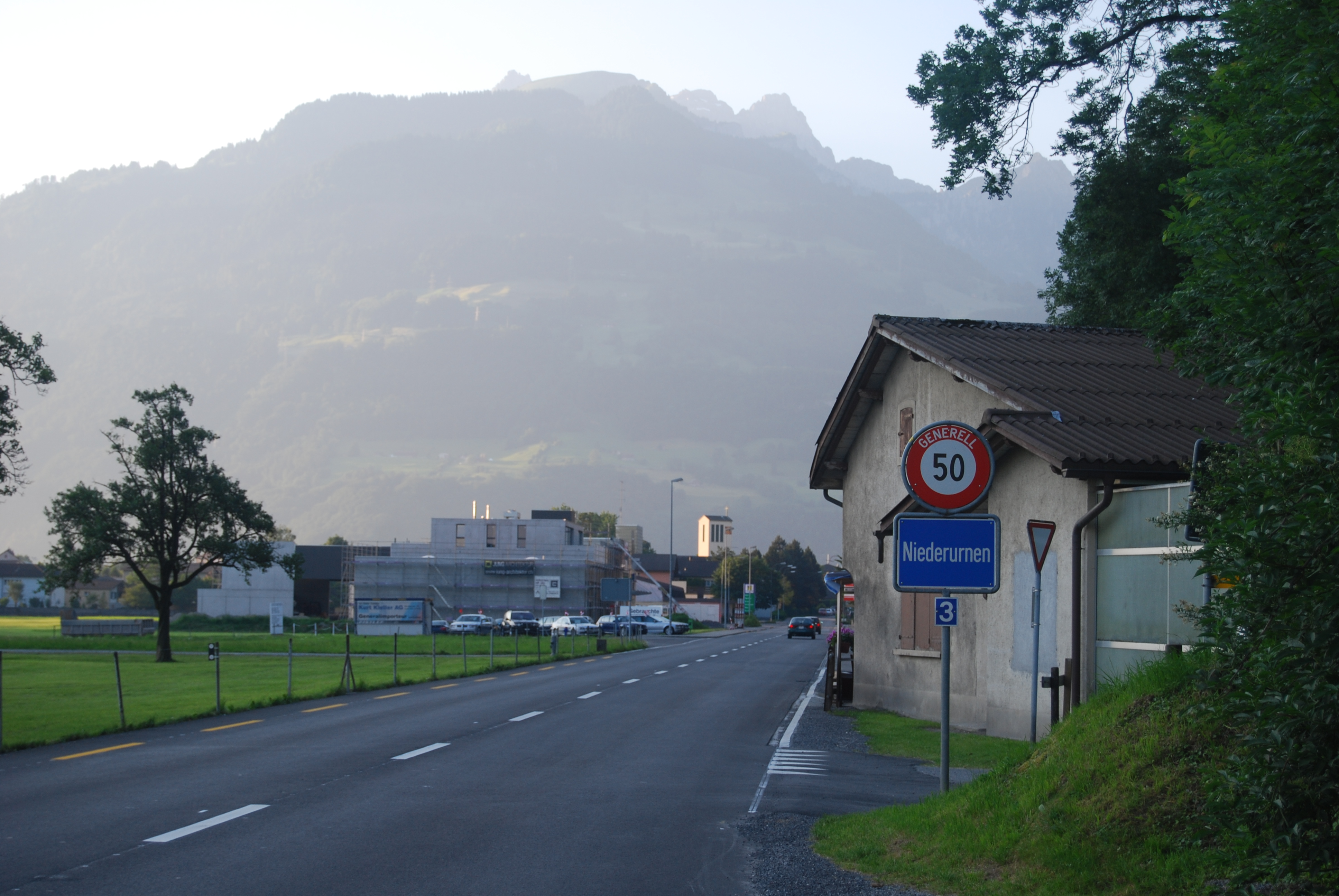
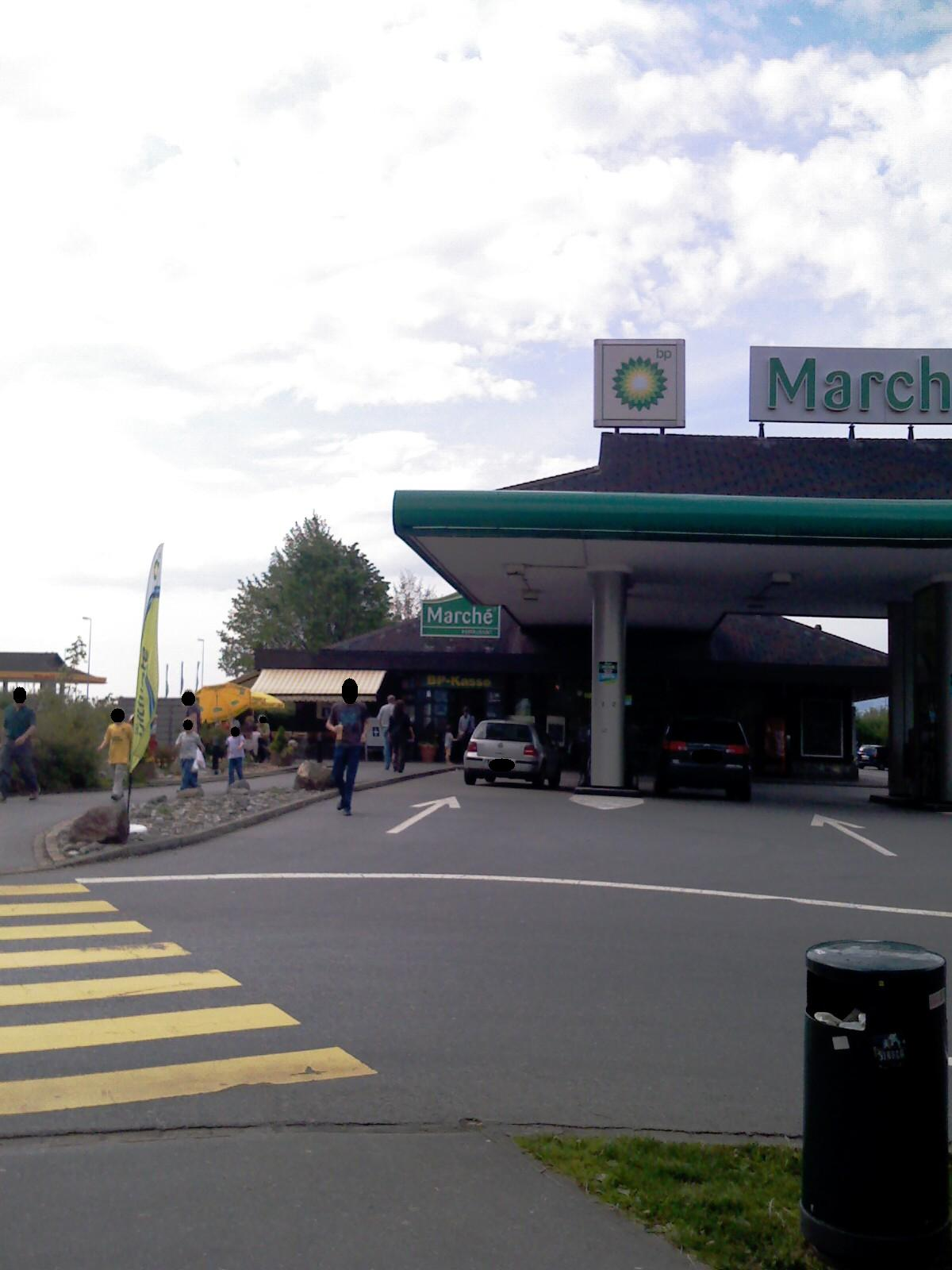

- Historisch woordenboek van Zwitserland: 000779
- Virtual International Authority File: 240844688
- WorldCat: E39PBJmhQ38BgVMbV3rQ6w8Bfq